# 알폰소 히베이루
앨폰소 리베이로(Alfonso Ribeiro, 1971년 9월 21일 ~ )는 미국의 배우, 텔레비전 진행자, 감독이다. 2014년에 방영된 《댄싱 위드 더 스타》 시즌 19에서 전문 무용가 위트니 카슨과 짝이 되어 우승을 차지했으며, 2022년 시즌 31에서 타이라 뱅크스와 공동 사회를 맡았다가 시즌 32부터는 뱅크스의 뒤를 이어받아 진행자가 되었다.

## 작품 목록

### 텔레비전 출연
- 아빠는 멋쟁이 (1984-87)
- 매그넘 P.I. (1986)
- 더 프레시 프린스 오브 벨 에어 (1990-96)
- 스파이더맨 (1994-98) - 목소리
- V.I.P. (1999)
- One on One (2001)
- 러브렉트 (2005)
- 빅 타임 러쉬 (2012)
- 우리는 댄스소녀 (2013)
- 댄싱 위드 더 스타 (2014) - 본인 (경쟁자)
- 아메리카 퍼니스트 홈 비디오 (2015-현재) - 진행
- 스트릭틀리 컴 댄싱 (2018-19) - 객원 심사위원
- 아메리카 퍼너스트 홈 비디오: 동물 에디션 (2021-현재) - 진행
- 댄싱 위드 더 스타 (2022-현재) - 진행

### 텔레비전 연출
- 더 프레시 프린스 오브 벨 에어 (1995)
- Meet the Browns (2009-10)
- Are We There Yet? (2011-12)

### 영화 출연
- 틱스 (1993)
- 러브렉트 (2005)